# Asymphylodora dollfusi
Asymphylodora dollfusi är en plattmaskart. Asymphylodora dollfusi ingår i släktet Asymphylodora och familjen Lissorchiidae. Inga underarter finns listade i Catalogue of Life.